# Miracle (film 2021)
Miracle (기적?, 奇蹟?, Gi-jeokLR) è un film sudcoreano del 2021 diretto da Lee Jang-hoon.
La vicenda è ispirata alla storia vera di una famiglia che negli anni '80 ha vissuto in una remota area priva di strade nella provincia del Gyeongsang Settentrionale.

## Trama
L'ingegnere Tae-yoon ha come obiettivo di vita quello di allestire una stazione ferroviaria nel proprio villaggio, che è provvisto di binari ma non di una stazione. Suo figlio Joon-gyeong, studente liceale con un talento prodigioso per la matematica ma con difficoltà a socializzare, si mette all'opera con la sorella maggiore Bo-kyung, l'intraprendente La-hee e gli altri abitanti del villaggio per fondare nel 1988 una piccola stazione ferroviaria di proprietà privata, la prima nel suo genere.

## Distribuzione
Il film è uscito nelle sale coreane il 15 settembre 2021, in coincidenza con il festival del raccolto di Chuseok, mentre in Italia è stato distribuito il 23 marzo 2023 da Academy Two.

## Riconoscimenti
- 2021 – Blue Dragon Film Award[4]
  - Star Popolare a Im Yoon-a
- 2022 – Baeksang Arts Award[5]
  - Miglior attrice non protagonista a Lee Soo-kyung
- 2022 – Far East Film Festival[6]
  - Premio del Pubblico "Gelso d'Oro" al miglior film